# Bruach na Frìthe
Der Bruach na Frìthe ist ein als Munro eingestufter, 958 m (3.143 ft) hoher Berg in Schottland. Sein gälischer Name kann in etwa mit Abhang des Hirschwalds oder Abhang der Wildnis übersetzt werden. Er liegt in der Council Area Highland in den Cuillin Hills auf der Isle of Skye.
Geologisch besteht der Bruach na Frìthe wie die gesamten Black Cuillin, die den westlichen Teil der Cuillin Hills bilden, aus Gabbro und Basalt. Er weist in seinen oberen Partien überwiegend ausgesprochen felsige Strukturen sowie steile Geröllhalden auf und liegt im nördlichen Teil der Black Cuillin als Teil des Hauptgrats dieser Bergkette. Wie die übrigen Gipfel in diesem Teil der Cuillin Hills weist der Bruach na Frìthe überwiegend steile und felsige Flanken auf. Vom durch eine trigonometrische Säule markierten Gipfel gehen insgesamt drei Grate aus, nach Osten und Süden der Hauptgrat der Black Cuillin, außerdem ein weiterer Grat nach Nordwesten. Nach Osten führt der Hauptgrat zum benachbarten Sgùrr a’ Fionn Choire, der trotz seiner Höhe von 936 m (3.071 ft) aufgrund der geringen Schartenhöhe von lediglich etwa 30 m zwischen beiden Gipfeln dem Bruach na Frìthe als Munro-Top zugeordnet ist. An den Sgùrr a’ Fionn Choire schließt sich der 934 m (3.064 ft) hohe Am Basteir an, der als eigenständiger Munro eingestuft ist, obwohl seine Schartenhöhe mit knapp 50 m ebenfalls recht gering ist. Im Süden erreicht der Hauptgrat der Cuillins zunächst über einen längeren Abschnitt keine 900 m Höhe und weist diverse kleinere Gipfel und Felszacken auf, bis er sich nach Südwesten zum Sgùrr a’ Mhadaidh wendet, dem in diese Richtung nächsten Munro der Cuillin Hills. Der Nordwestgrat ist wie alle Grate der Cuillin schmal und teils ausgesetzt und senkt sich allmählich bis zum Bealach a’ Mhàim auf etwas unter 350 m Höhe ab. Zusammen mit dem vom Am Basteir nach Norden führenden Grat umschließt der Nordwestgrat des Bruach na Frìthe das steile Fionn Choire. Die Südostflanke des Bergs fällt steil in das Lota Corrie ab, in dem der bei Sligachan in die Schottische See mündende River Sligachan entspringt.

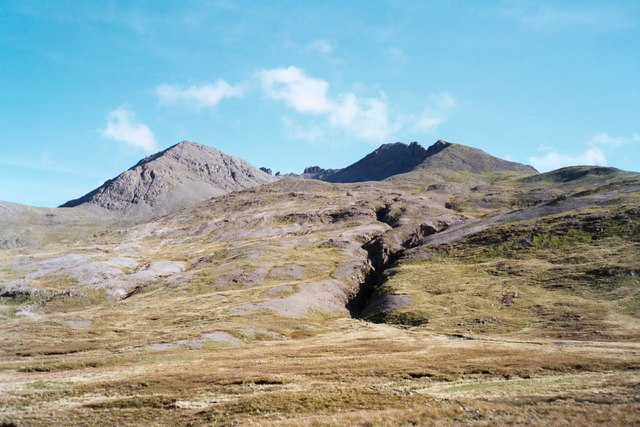
Blick von Nordwesten zum Bruach na Frìthe
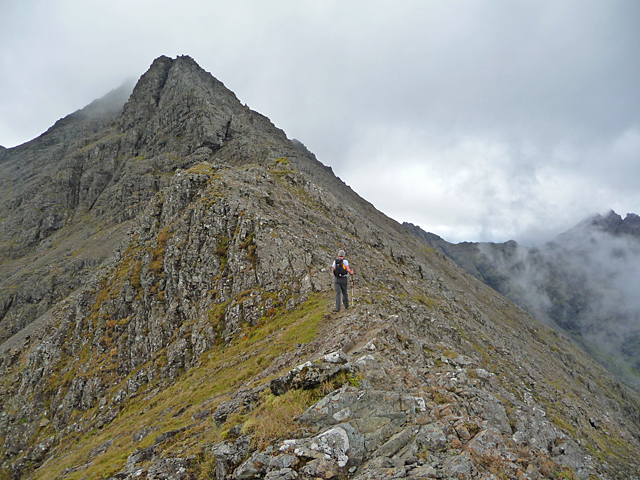
Auf dem Nordwestgrat des Bruach na Frìthe, Blick zum Gipfel
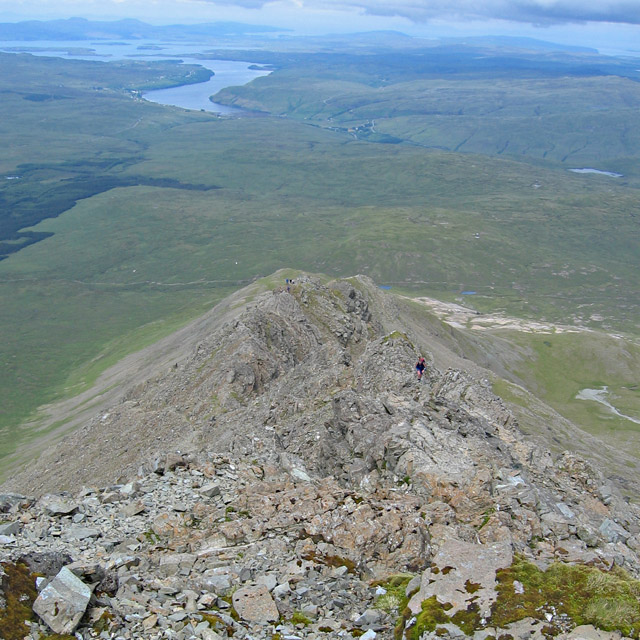
Blick vom Gipfel des Bruach na Frìthe über den Nordwestgrat
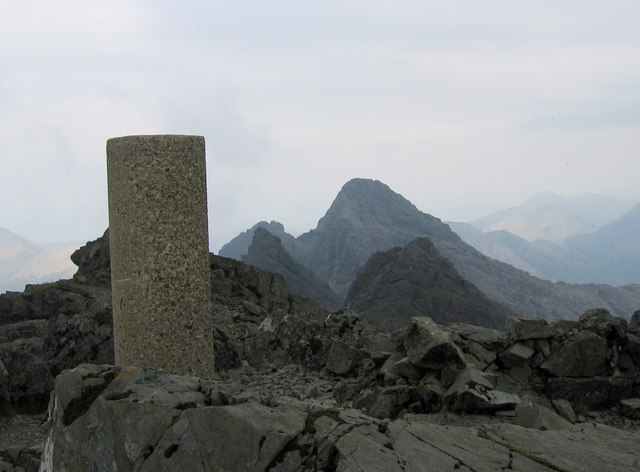
Der Gipfel des Bruach na Frìthe mit der trigonometrischen Säule, im Hintergrund der östlich liegende Sgùrr nan Gillean.

Unter den Munros der Cuillin Hills gilt der Bruach na Frìthe als vergleichsweise einfach zu besteigender Berg. Dennoch erfordert seine Besteigung Schwindelfreiheit und sicheres Gehen in steilem und gerölligem Gelände und ist eine anspruchsvolle Tour. Die meisten Munro-Bagger besteigen den Gipfel über den einfachsten Zustieg durch das Fionn Choire. Ausgangspunkt ist Sligachan, etwa sechs Kilometer nordöstlich des Berges. Von einem Parkplatz an der A863 führt der Weg entlang des Allt Dearg Mòr nach Südwesten bis zum Beginn des Fionn Choire. Durch dieses führt der Anstieg bis zum Bealach na Lice zwischen dem Am Basteir und dem Sgùrr a’ Fionn Choire. Aus diesem Sattel führt der Weg entlang des Hauptgrats nach Westen, am Gipfel des Sgùrr a’ Fionn Choire vorbei ansteigend bis zum Gipfel. Alternativ kann auch der Nordwestgrat genutzt werden, aufgrund der schwierigen Wegfindung im Aufstieg wird dessen Begehung nur im Abstieg empfohlen. Ein Übergang vom Am Basteir erfordert Kletterkenntnisse, ebenso der lange Übergang nach Süden zum Sgùrr a’ Mhadaidh.